# Vitaly Savin

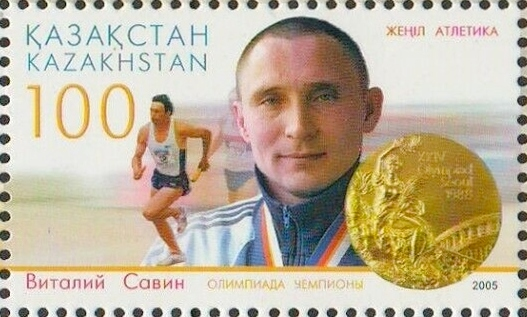

Vitaly Anatolyevich Savin (Dzhezkazgan, 23 de janeiro de 1966) é um ex-atleta e velocista soviético.
Integrante do revezamento 4x100 m soviético, foi campeão olímpico em Seul 1988, junto com os compatriotas Vladimir Krylov, Vladimir Muravyov e Viktor Bryzhin.